# Radioclub.jp
radioclub.jp（ラジオクラブドットジェーピー）は「radioclub.jp 制作委員会」が提供するラジオ番組群。
現在、「radioclub.jp」(ラジオ関西）と、「ラジクラカフェ」（ニコニコ生放送）の2番組を放送している。

## 概要
radioclub.jp は次世代を担う若者の『夢』を応援する目的で設立され、現在は将来有望な声優がMCとして自分の夢を形にすることを支援している。
新人声優が次のステップへ飛躍する登竜門的番組。ラジクラカフェは新人アーティスト応援番組
以下特記なき場合、「radioclub.jp」は番組名を示す。

## radioclub.jp
radioclub.jp は2015年7月よりかつしかFMで放送を開始した、地上波初の冠番組としてのデビューを応援する番組であったが、現在は、若手実力派声優とファンとの交流番組がコンセプトになっている。
2020年7月よりラジオ関西のアニたまどっとコム枠で放送されている。
番組タイトルは、放送枠全体のタイトル「radioclub.jp」とパーソナリティ名を組合わせた「○○のradioclub.jp」となる。
2016年10月から、2017年3月まで全国29局のコミュニティFMで放送。

### 放送局・放送時間
| 放送局                              | 開始日      | 配信日時                 | 備考                                                                              |
| ----------------------------------- | ----------- | ------------------------ | --------------------------------------------------------------------------------- |
| かつしかFM                          | 2015年7月 - | 毎週火曜日 21:00 - 21:30 | SimulRadioまたはFM聴 for かつしかFMで全国から聴取可能                             |
| ニコニコ動画Radioclub.jp チャンネル | 2015年9月 - | 放送後数日以内に配信     | 各コーナーごとに配信、配信から1週間無料、アーカイブはチャンネル登録が必要（有料） |
| ラジオ関西                          | 2020年7月 - | 毎週日曜日 19:00 - 19:30 | radikoまたはradiko.jpプレミアムで全国から聴取可能                                 |

#### 過去の放送時間
- かつしかFM
  - 2015年07月 - 2016年9月 毎週金曜日 19:30～20:00
  - 2016年10月 - 2017年3月 毎週水曜日 21:30～22:00
  - 2017年04月 - 2018年3月 毎週水曜日 21:00～21:30
  - 2018年04月 - 2018年6月 毎週火曜日 21:00～21:30
  - 2018年07月 - 2018年9月 毎週木曜日 22:00～22:30

### 歴代番組
2015年7月～9月
「綾見有紀のradioclub.jp」 - メインパーソナリティ：綾見有紀、こおろぎモブ(番組ご意見番)
コーナー ：「ヴォイスチャレンジ」「モブさんのツボ」「癒しのカラーセラピー」
2015年10月～12月
「髙野麻美のradioclub.jp」 - メインパーソナリティ：髙野麻美、モブさん(番組ご意見番)
コーナー ：「あっさむの思い出上映会」「モブさんのツボ」「あっさむと愉快な仲間たち」
全13回。自身のブログで、「温度のあるラジオができた」と述べている。
2016年1月～3月
「長久友紀のradioclub.jp」 - メインパーソナリティ：長久友紀、モブさん
コーナー ：「がっきゅのお楽しみ学級会」「モブさんのツボ」「長久友紀のながーく愛してや」
2016年4月～6月
「秦佐和子のradioclub.jp」 - メインパーソナリティ：秦佐和子、モブさん
コーナー ：「移動図書館しゃわこ号」「モブさんのツボ」「魔法のしゃわメールBOX」
2016年7月～9月
「田中あいみのradioclub.jp」 - メインパーソナリティ：田中あいみ、モブさん
コーナー：「あいるーの夏休みの自由研究」「昼下がりのラジクラ通信」「あいるーのおはなし千一夜」
2016年10月～12月
「篠田みなみのradioclub.jp」 - メインパーソナリティ：篠田みなみ、モブさん
コーナー：「だーみなのきまぐれ散歩道」「cafeで一息。ラジクラ通信」「篠田みなみのおはなし千一夜」
2017年1月～3月
「高田憂希のradioclub.jp」 - メインパーソナリティ：高田憂希、モブさん
コーナー：「ゆっきーのミッションインポッシブル」「ラジクラ通信　やる気と元気は憂希から」「高田憂希のおはなし千一夜」
2017年4月～6月
「桑原由気のradioclub.jp」 - メインパーソナリティ：桑原由気、モブさん
コーナー：「桑ちゃんグランプリ」「ラジクラ通信 桑ちゃんファンタジア」「桑原由気のおはなし千一夜」
　　　　　2017年8月～ 「くわちゃん・モブさんの木曜22時」　☆放送中
　　　　　　- メインパーソナリティ：桑原由気、こおろぎモブ(モブさん）　かつしかFM木曜22時放送
　　　　　8代目MCの桑原由気のスピンオフ新番組　コーナー：「桑ちゃんグランプリ」「くわらじミニドラマ」「出せなかった手紙」「桑原由気のモノローグ」
2017年7月～9月　
「白石晴香のradioclub.jp」 - メインパーソナリティ：白石晴香、モブさん
コーナー：「真夏の夜のミステリーサークル」「ラジクラ通信 はるにゃん先生のぽかぽか相談室！」「白石晴香のおはなし千一夜」
2017年10月～12月
「藤田茜のradioclub.jp」 - メインパーソナリティ：藤田茜、モブさん
コーナー：「千里眼あーちゃんの何でもあてちゃうぞ」「ラジクラ通信 あーちゃんのお悩み診察室」「藤田茜のおはなし千一夜」
2018年1月～3月
「森永千才のradioclub.jp」 - メインパーソナリティ：森永千才、モブさん
コーナー：「ちーちゃんに教えて日本あるある」「シッターちとせの叱咤激励」「森永千才のおはなし千一夜」

2018年4月～6月
「小野早稀のradioclub.jp」 - メインパーソナリティ：モブさん
コーナー：「小野早稀のアテンション・プリーズ」「ラジクラ通信～シスター、お願い！～」「小野早稀のおはなし千一夜」
2018年7月～9月
「深川芹亜のradioclub.jp」 - メインパーソナリティ：深川芹亜、モブさん
コーナー: 「お熱いのがお好き」 「王国民からの声」 「深川芹亜のおはなし千一夜」
2018年10月～12月
「古川由利奈のradioclub.jp」 - メインパーソナリティ：古川由利奈、モブさん
コーナー: 「ゆーりんちーの火曜日の実験室」  「スナック由利奈の今夜も一杯」 「古川由利奈のおはなし千一夜」
2019年1月～3月
「古賀葵のradioclub.jp」 - メインパーソナリティ：古賀葵、モブさん
コーナー: 「マジカルミステリーツアーガイド」 「ラジクラ通信 がおちゃんの～カット８１～」 「古賀葵のおはなし千一夜」
2020年４月～6月
「大野柚布子のradioclub.jp」 - メインパーソナリティ：大野柚布子
コーナー: 「ゆうぽんのFly to the moon」 「大野柚布子のおはなし千一夜」　「大野柚布子のモノローグ」
2020年7月～9月
「長江里加のradioclub.jp」 - メインパーソナリティ：長江里加
コーナー: 「訴えられたいリカチマル」 「長江里加のおはなし千一夜」　「長江里加のモノローグ」
2020年10月～12月
「長谷川玲奈のradioclub.jp」 - メインパーソナリティ：長谷川玲奈
コーナー: 「長谷川玲奈のポンと一発ホームラン」 「長谷川玲奈のおはなし千一夜」　「長谷川玲奈のモノローグ」
2021年1月～3月
「田中貴子のradioclub.jp」 - メインパーソナリティ：田中貴子
コーナー: 「田中貴子TTのTable Talk」 「田中貴子のおはなし千一夜」　「田中貴子のモノローグ」

## radioclub.jp PRO
radioclub.jp PRO は、BARを舞台にしたラジオドラマで、若きアーティストの魅力を引き出す番組である。
2016年3月までは「radioclub.jp NEXT」の名を冠していた。

### 過去の放送時間
- 2015年10月 - 2015年12月 日曜日 23:00～23:15
- 2016年1月 - 2016年9月 金曜日 19:15～19:30
- 2016年10月 - 2017年3月 水曜日 21:15～21:30

### 歴代番組
2015年10月～12月
「須田裕莉香のradioclub.jp NEXT」
2016年1月～3月
「拝師みほのradioclub.jp NEXT」
2016年4月～7月
「十束おとはのradioclub.jp PRO」
2016年8月～9月
「橋本結のradioclub.jp PRO」
2016年10月～2017年3月
「富沢恵莉のradioclub.jp PRO」

## cafe de radioclub.jp（ラジクラカフェ）
cafe de radioclub.jp は、動画の生放送として、よりアーティストの個性を伝える番組である。
2016年1月より、インターネットラジオの渋谷クロスFMにて放送を開始。
番組のコンセプトは、パリの文化人やサルトルなどの哲学者が集い、文化の花が咲いたというパリのカフェ「カフェ ド フロール」をイメージしている。
「日岡なつみとモブさんのcafe de radioclub.jp」は文化放送超!A&G+の枠内で放送されていた。
「新田ひよりのカフェラジ2号店」より、ニコニコ生放送でのサイマル放送を開始。

### 歴代番組
2016年2月～3月 「新田ひよりのcafe de radioclub.jp」
渋谷クロスFM 毎週木曜20:00～20:50
メインパーソナリティ：新田ひより／アシスタント：永坂諒、富沢恵莉／店長：構呂木モブ
コーナー ：「おはなしロンド」「モブさんのBe our guest」「新田ひよりのひより日記」
2016年4月～6月 「大和田仁美のcafe de radioclub.jp」
渋谷クロスFM 毎週木曜20:00～20:50
メインパーソナリティ：大和田仁美／アシスタント：富沢恵莉、綾見有紀／店長：構呂木モブ／パティシエ：水之江優希、白樹エリカ、島田雄貴
2016年7月～9月 「日岡なつみとモブさんのcafe de radioclub.jp」
文化放送超!A&G+ 毎週月曜 17:30～18:00
コーナー ：「リーブルを知るぶぷれ」「なつみのCafe Break」「今週のブックマーク！」
2016年10月～2018年3月 「新田ひよりのcafe新田びより」
ニコニコ生放送 毎月第3月曜20:00～20:50
コーナー ：「ぴよたんのおはなし千一夜」「きなこの気持ち」「店長日記」ほか
当初のタイトルは「新田ひよりのカフェラジ2号店」。カフェラジ2号店では新田ひより自身が店長となったため、第3回目までをカフェラジ2号店開業準備番組としている。
2016年10月～2018年3月 「新田ひよりのcafe新田びより」
2018年4月～2021年2月 「富沢恵莉店長のラジクラカフェ」
ニコニコ生放送 毎月第3月曜20:00～20:50
コーナー ：「ラジクラカフェノート」「えりぴんくの教えてピンク」「月刊富沢恵莉」

2021年4月~　「優希クロエ店長のラジクラカフェ」「雨森セラ店長のラジクラカフェ」　